# Muhamet Pirraku
Muhamet Pirraku (ur. 12 października 1944 w Flamurasie, zm. 30 stycznia 2014) – kosowski i jugosłowiański historyk, działacz antyjugosłowiański, autor wielu wierszy poetyckich oraz około 500 pozycji bibliograficznych.

## Życiorys
W 1960 roku jako uczeń szkoły średniej nawoływał uczniów do bojkotu zajęć języka serbsko-chorwackiego. W latach 1981–1982 roku był przetrzymywany w więzieniach w okolicy Prisztiny, Mitrowicy i Sarajewa. Podczas pobytu w więzieniu skonfiskowano jego prace naukowe i literackie. Po wyjściu z więzienia pracował przez rok jako murarz.
W 1968 roku ukończył studia na Wydziale Historyczno-Filozoficznym na Uniwersytecie w Prisztinie, a w 1976 roku ukończył studia podyplomowe na Uniwersytecie w Zagrzebiu, gdzie obronił pracę magisterską pod tytułem Postępowa młodzież w Kosowie 1919-1941 (alb. Rinia përparimtare e Kosovës 1919-1941). W 1979 roku specjalizował się w dziedzinie historii kultury w Instytucie Studiów Romańsko-Germańskich, a w 1988 roku uzyskał doktorat na Uniwersytecie w Prisztinie.
Zmarł 30 stycznia 2014 roku.